# あの街この街
『あの街この街』（あのまちこのまち）は、大石昌良によるソロ1枚目のアルバム。2008年11月26日にHappy Music Recordsより発売された。

## 概要
作品のテーマは「原点回帰」。Sound Scheduleを解散（2011年に再結成）しソロとなった大石が歌い人である意味をもう一度考えた時、「見つめ直すなら故郷から始めてみよう。それで、故郷を舞台にした歌を集めてアルバムを作ってみたいなーっていう思いが生まれて、それがこのアルバムの原動力になりましたね。」と当時のインタビューで答えている。また、初回限定版DVDには「ほのかてらす」「うしろのしょうめん」のMUSIC CLIPが収録されている。

## 収録曲
作詞・作曲・編曲 大石昌良。
1. 回想〜帰りの列車から〜 [0:34]
2. ほのかてらす [4:44]
ソロ1stシングルの表題曲。
3. キウイ畑の宇宙船 [5:13]
ソロ1stシングルのカップリング曲。
4. 小さな恋のメロディ [4:26]
ソロ2ndシングルのカップリング曲。
5. ウェザーニュース [4:47]
6. カーテンコール [4:54]
7. ひょうたん池 [3:22]
8. 入らずの森 [4:10]
9. うしろのしょうめん [4:35]
ソロ2ndシングルの表題曲。
10. 涙が止まらない [5:37]
11. 惑星ワルツ [6:57]
12. ターミナル [10:59]
「ターミナル」は5分17秒程度で、その後約20秒の無音を挟んだ上で隠しトラックとして「またこいよ」が収録されている。

Bass 山田正人
Piano 扇屋研人
Guitar 山崎淳
Drum 大久保太

## DVD(MUSIC CLIP)
1. ほのかてらす
2. うしろのしょうめん

## タイアップ
ほのかてらす
TBS『神さまぁ〜ず』2008年6・7月度エンディングテーマ
毎日放送『麒麟の部屋』2008年6月度エンディングテーマ
テレビ神奈川『1230アッと!!ハマランチョ』2008年6月度エンディングテーマ
群馬テレビ『2008高校野球ハイライト』オープニングテーマ
うしろのしょうめん
毎日放送『麒麟の部屋』2008年9月度エンディングテーマ
ラジオ関西 2008年9月度Monthly Pickup Song
テレビ東京『アリケン』2008年10-12月度エンディングテーマ
京都放送他『Music B.B.』2008年10月度パワープレイ曲
テレビ神奈川『1230アッと!!ハマランチョ』2008年12月度エンディングテーマ
ターミナル
エフエムナックファイブ 2008年12月度パワーセレクション